# Little Town (Cumbria)
Koordinaten: 54° 34′ N, 3° 11′ W

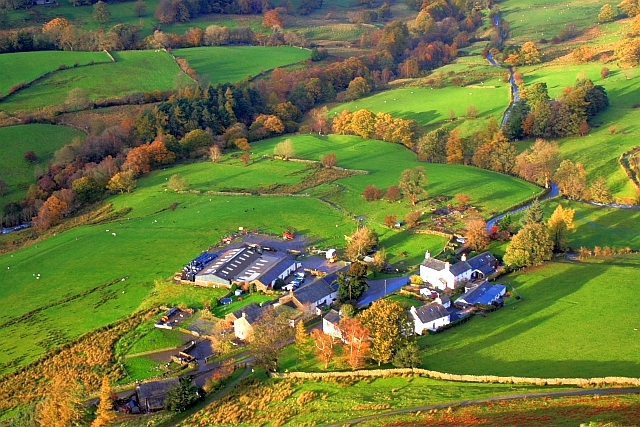
Little Town

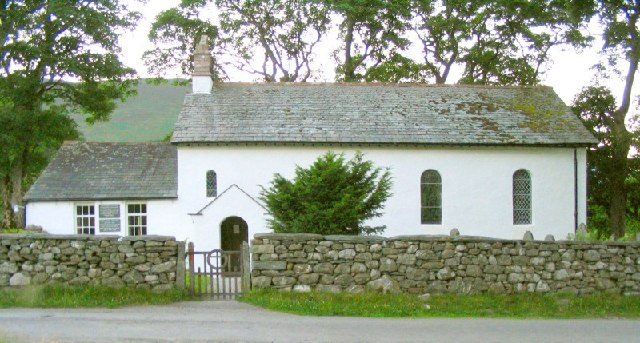
Newlands Church

Little Town ist ein Weiler im Newlands-Tal im Lake District, Cumbria, England. Die Siedlung liegt etwa 9 km von Keswick entfernt und gehört zur civil parish Above Derwent.
Der Keskadale Beck mündet westlich von Little Town in den Newlands Beck.
Little Town ist der Anfangs- und Endpunkt der Newlands Horseshoe Rundwanderung.
Der Weiler wurde durch Beatrix Potter literarisch in ihrem Buch The Tales of Mrs. Tiggy-Winkle verewigt. Die Hauptfigur des Buches Lucie lebt auf der „Little-town farm“, womit die Siedlung im Newlands-Tal gemeint ist. Die Figur selbst wurde durch die Tochter des Vicars der Newlands Church Lucie Carr angeregt, die Potter auf einem Besuch im Lake District 1901 kennenlernte.
Die Newlands Church, die etwa 450 m westlich von Little Town liegt (54° 33′ 48,4″ N, 3° 11′ 35,7″ W), lässt sich erstmals im 16. Jh. nachweisen, das heutige Gebäude stammt jedoch aus dem 19. Jh. ist aber trotzdem ein Grade II geschütztes Baudenkmal.
An die Kirche wurde 1877 ein ursprünglich als Schule genutzter Anbau angefügt. Die Schule wurde 1967 geschlossen.
Der Dichter William Wordsworth sah die Kirche auf einer Wanderung im Mai 1826 durch einige Bäume hindurch und hielt diesen Eindruck in einer Strophe seines Gedichts „To May“ fest.